# Fabio Sarno
Fabio Sarno (* 16. September 1940 in Bari) ist ein italienischer Schauspieler. 

## Leben
Sarno wohnt in Köln.  In Deutschland wurde er vor allem durch die Rolle des Francesco in der Lindenstraße (Folge 301–712, 1991–1999) bekannt. Zuvor spielte er einige Theaterrollen und ist seit 1981 gelegentlich im deutschen Fernsehen zu sehen. Hier spielt er meist Nebenrollen in Fernsehserien.

## Filmografie(Auswahl)
- 1981: Einfach Lamprecht
- 1989: Der Alte
- 1991: Novak: Tote tilgen keine Spuren
- 1991–1999: Lindenstraße
- 1992: Diplomaten küsst man nicht
- 1992: Tatort – Der Fall Schimanski
- 1992: Der Nelkenkönig
- 1993: Gespräch über Grenzen
- 1993: Hallo Onkel Doc
- 1996: Jede Menge Leben – Morricone
- 2003: SOKO Köln
- 2003: Verbotene Liebe
- 2003: Liebe wie am ersten Tag
- 2005: Der Elefant – Mord verjährt nie
- 2006: Wie küsst man einen Millionär
- 2016: Tatort – Zahltag